# Embu (condado)
Embu é um condado do Quênia situado na antiga província Oriental. Tem como capital a cidade de Embu. De acordo com o censo de 2019, havia 608 599 habitantes. Possui 2 821 quilômetros quadrados de área.